# Belmont-Broye
Belmont-Broye ist eine Fusionsgemeinde im Kanton Freiburg, Schweiz, die auf den 1. Januar 2016 gegründet wurde. Die im Broyebezirk gelegene neue Gemeinde entstand aus dem Zusammenschluss der bisherigen Gemeinden Domdidier (BFS-Nummer 2013), Dompierre (BFS-Nummer 2014), Léchelles (BFS-Nummer 2024) und Russy (BFS-Nummer 2040).